# Black Rock Football Club
Black Rock FC é um clube americano de futebol  que compete na USL League Two. A base administrativa da equipe fica em Great Barrington, Massachusetts .

## História
O clube foi estabelecido em 2013 para desenvolver jogadores de Berkshire County e atletas de escolas preparatórias de todas as idades, desde programas de base até sua equipe da Academia Sub-19. Uma aliança estratégica foi firmada em 2017 com GPS Stateline e Soccer Domain Academy.
Nas duas primeiras temporadas na USL League Two, os jogos em casa foram disputados nos campos da Escola Hotchkiss em Lakeville, Connecticut . A partir de fevereiro de 2020, passou a jogar em  AppleJack Stadium em Manchester, Vermont. Outras instalações incluem Berkshire Community College em Pittsfield, Massachusetts, campos cobertos no Premier Sports Complex em Winsted, Connecticut e The Fieldhouse em Canaan, Nova York .
O clube disputou a Lamar Hunt U.S. Open Cup de 2019, sendo eliminado na primeira fase.

## Estatísticas

### Participações
|  | Participações em 2020 |

| Competição     | Competição               | Temporadas | Melhor campanha      | Estreia | Última | P | R |
| Estados Unidos | Lamar Hunt U.S. Open Cup | 1          | Primeira Fase (2019) | 2019    | 2019   |   | – |